# Operatie Sonnenwende (Elzas)
Operatie Sonnenwende (Duits: Unternehmen Sonnenwende) was een Duitse aanvalsoperatie in januari 1945 en was onderdeel van Operatie Nordwind. Het strategische doel van Operatie Sonnenwende was een gebied in de vorm van een driehoek tussen de rivieren de Ill en de Rijn bij de plaatsjes Erstein en Sélestat. Het gebied rond Erstein zou moeten gaan dienen als een springplank voor een opmars naar Molsheim, dat zo'n 15 kilometer verder naar het noorden gelegen was, bij een eventuele omsingeling van Straatsburg. De aanval zou uitgevoerd worden vanuit de noordelijkste punt van de Colmar Pocket door een Duitse infanteriedivisie, versterkt met een gemengde pantserbrigade. In de eerste dagen maakten de Duitse troepen snel vorderingen en omsingelden en vernietigden zelfs een Frans bataljon. Maar de Franse troepen in dit gebied slaagde erin de Duitsers niet over de Ill te laten komen en daarmee liep het offensief al snel dood. De doorstoot naar Molsheim kwam niet meer ter sprake.

## Inleiding
Vlak na het begin van het Duitse Ardennenoffensief, richtte het Amerikaanse 3e Leger zich volledig op de Ardennen. Het Amerikaanse 7e Leger nam daarop een deel van de frontlijn van het 3e Leger over. En daarop moest het Franse 1e Leger ook weer zijn frontlijn oprekken in de Elzas. Intussen planden de Duitsers een nieuw offensief, Operatie Nordwind, in Elzas-Lotharingen.

## Het Duitse plan

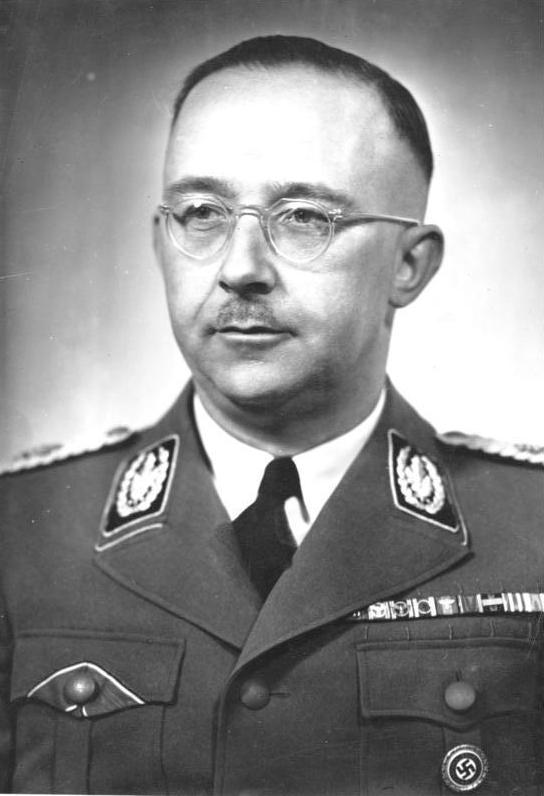
Reichsführer-SS Heinrich Himmler (hier in 1942)

Het plan voor Operatie Nordwind dat eind december 1944 ontstond, had als hoofdaanvalsrichting de noordelijke Vogezen en zou uitgevoerd worden door het Duitse 1e Leger. Deze aanval zou op 31 december 194 van start gaan. Daarnaast zou het 19e Leger ook twee aanvallen uitvoeren aan beide zijden van Straatsburg. De ene was een aanval over de Rijn bij Gambsheim, die uiteindelijk op 5 januari 1945 startte). De andere was vanuit de Colmar Pocket naar het noorden, beginnend op 7 januari 1945.
Die laatste aanval was in het oorspronkelijke plan echt een kleinschalige nevenaanval met “aanvallen in bataljonssterkte”. In de eerste dagen van januari 1945 kreeg de staf van het 64e Legerkorps de opdracht een aanval voor te bereiden vanaf de lijn Diebolsheim-Hilsenheim naar het noorden. Voorlopige doel was de rivier de Ill en daar een sector in te nemen van Erstein tot Sélestat (Duits: Schlettstadt). Twee dagen voor de vastgestelde startdatum van 7 januari, zou de 198e Infanteriedivisie een kleine aanval uitvoeren op Neunkirch, met als doel gevangenen te maken en informatie te verzamelen. Het plan van het legerkorps, dat goedgekeurd werd van hogerhand, voorzag in een aanval langs de westelijke zijde van het Rhône-Rijnkanaal.

## Ingezette troepenonderdelen

### Wehrmacht
Het opperbevel van deze operatie lag bij de Heeresgruppe Oberrhein van Reichsführer-SS Heinrich Himmler. Uitvoering lag bij het 19e Leger onder bevel van General der Infanterie Siegfried Rasp. Rasp had het 64e Legerkorps van General der Infanterie Hellmuth Thumm aangewezen om de aanval uit te voeren.
De hoofdaanval zou worden uitgevoerd door de 198e Infanteriedivisie onder bevel van Generalmajor Otto Schiel. Deze divisie was beschikte over drie regimenten: het 305e Grenadierregiment, het 308e Grenadierregiment en het 326e Grenadierregiment en had een gevechtssterkte van 2692 man. Ook werd een relatief sterke gepantserde strijdmacht samengebracht, bestaande uit:
- Panzerbrigade 106 “Feldherrnhalle” onder bevel van Oberst Franz Bäke (vanaf 12 januari 1945 vervangen door Major Bernhard von Schkopp). Deze brigade beschikte (inzetbaar) over 1 Panzer IV, 3 Panthers, 1 Jagdpanzer IV en 3 Flakpanzers[6][7][8]
- Kampfgruppe Noak onder bevel van Major Karl-Heinz Noak. Deze Kampfgruppe bestond uit ongeveer de helft van de schwere Panzerjäger-Abteilung 654, samengesteld uit de Kampfgruppen Schnepf en Heyn met samen 20 Jagdpanther. Toegevoegd waren ook 2 compagnieën tankjagers, de 1./Heeres-Panzerjäger-Abteilung 93 en de 1./Heeres-Panzerjäger-Abteilung 525 met totaal 22 Nashorn’s. Tijdens de operatie werden de gepantserde delen van de Panzerbrigade 106 onder bevel gebracht van Noak.[9]
- Heeres-Sturmgeschütz-Brigade 280 onder bevel van Major Kurt Kühme. De brigade beschikte over 12 StuG III en StuH 42’s [10][4]

Als versterking had Thumm ook nog de 269e Infanteriedivisie (Generalleutnant Hans Wagner) achter de hand. Delen van deze divisie werden na enkele dagen ingezet, maar de hele divisie werd medio januari op transport gezet naar het oostfront en was daardoor niet meer beschikbaar. Daarnaast was ook beschikbaar het Divisions-Füsilier-Bataillon 708 van de 708e Volksgrenadierdivisie.

### Geallieerden

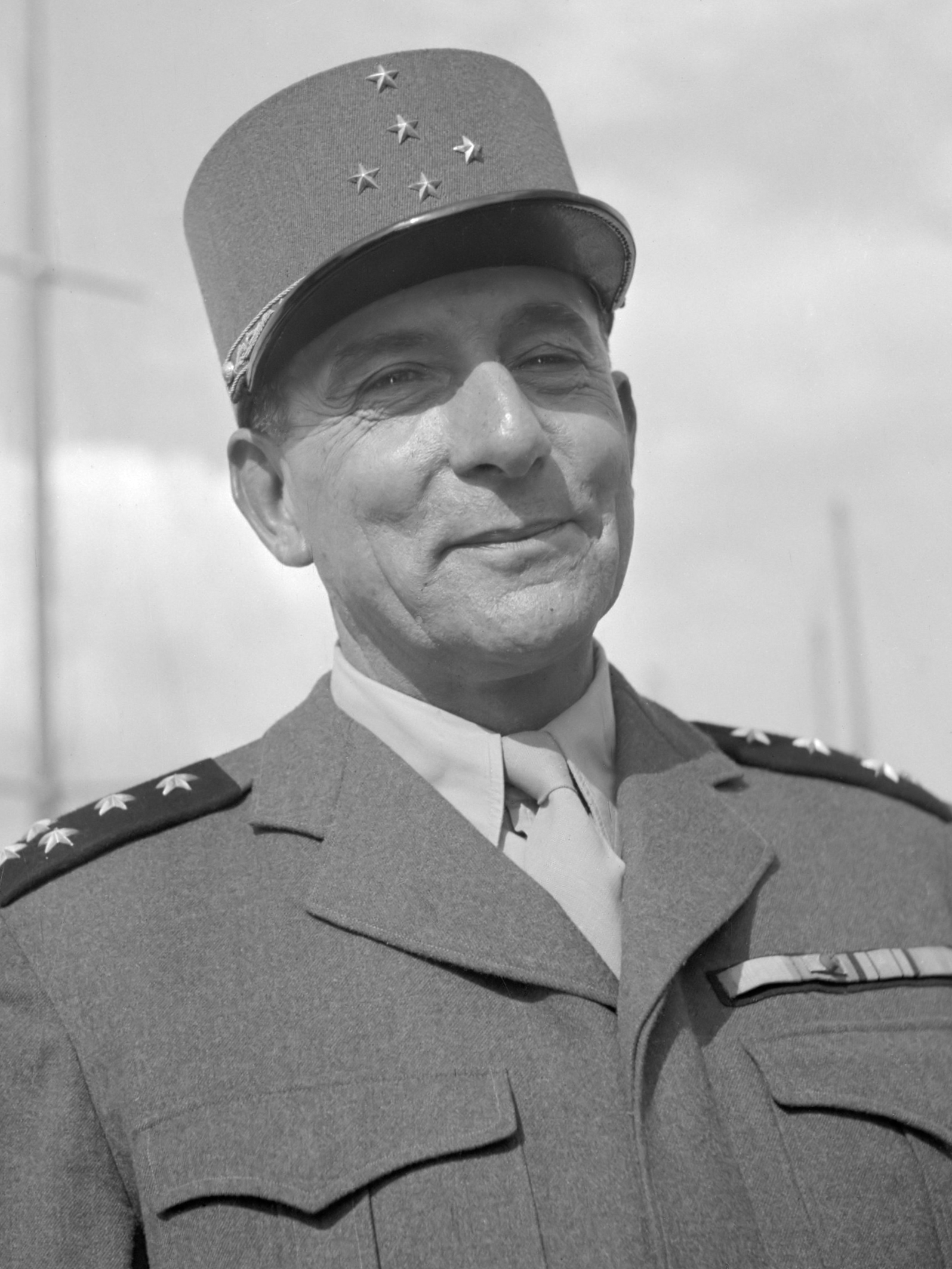
Général Jean de Lattre de Tassigny (hier in 1946)

De verdediging van de Rijn-sector en de Colmar Pocket was de verantwoordelijkheid van het 1e Franse Leger onder bevel van Général Jean de Lattre de Tassigny. De noordsector van de Colmar Pocket werd verdedigd door het Franse 2e Legerkorps en de betreffende sector was ingenomen door de 1e Vrije Franse Divisie (Fr: 1re DFL) onder Général Pierre Garbay. Deze divisie had de sector pas op 31 december 1944 overgenomen, na inzet aan de Atlantische Kust. In de directe aanvalsrichting lag de 4e brigade (onder Colonel Raynal). Deze bestond uit de:
- Bataillon de marche no 21 (afgekort BM 21, onder Capitaine Fournier)
- Bataillon de marche no 24 (afgekort BM 24, onder Commandant Pierre Coffinier)
- Bataillon d'infanterie de marine et du Pacifique (afgekort BIMP, onder Commandant Edmond Magendie)

Delen van de rest van de divisie werden in latere dagen ingezet ter ondersteuning. Ook delen van de Alsace-Lorraine Onafhankelijke Brigade (onder Colonel André Malraux) werden ingezet.

### Staat van de troepen aan beide zijden
Zowel de Franse als de Duitse troepen die zouden deelnemen aan de gevechten waren niet in optimale conditie. De 1e Vrije Franse Divisie had in de late herfst van 1944 zeer veel ervaring verloren. In die tijd werden ongeveer 6000 ervaren Senegalese (koloniale) troepen vervangen door onervaren leden van de Forces françaises de l'intérieur (FFI). Deze vervanging van wat toen “zwarten” werden genoemd door blanke mannen staat in Frankijk bekend als “Blanchiment des troupes coloniales” (vrij vertaald: het witwassen van koloniale troepen). De gevechtskracht van de divisie liep hierdoor zeer sterk terug en was begin januari zeker niet op het oude niveau.
Bij de Duitsers zat het niet veel anders. De 198e Infanteriedivisie had tijdens zijn terugtocht uit de Provence stevige verliezen geleden. Deze werden in de herfst van 1944 opgevuld met twee grenadierbataljons, een Festungs-Infanterie-Bataillon, een Festungs-MG-Bataillon, een Schiffs-Stamm- Abteilung, resten van twee andere bataljons, delen van een Sicherungs-Regiment, delen van een Marine Art.Abt. etc.. Ofwel een ratjetoe aan verschillende troepen van verschillende oorsprong. De Panzerbrigade 106 beschikte bij het begin over 2 Panzer IV, 12 Panthers, waarvan er dus maar resp. 1 en 3 operationeel inzetbaar waren. Bedenk dat een volledige panzerbrigade over 36 Panther’s en 11  Jagdpanzer IV’s zou moeten beschikken. Qua personeel (inclusief de pantsergrenadiers) zat de brigade echter op 80%. Ook de Heeres-Sturmgeschütz-Brigade 280 beschikte dus maar over een kwart van zijn organieke Sturmgeschützen.
Insigne's van de belangrijkste eenheden:
- 198e Infanteriedivisie
- Panzerbrigade 106
- 4e Vrije Franse Brigade
- 1e Vrije Franse Divisie

## Het verloop van de strijd, dag voor dag

### Dag 1: 7 januari 1945
De aanval begon zoals gepland. Het op links opererende 305e GR drong vanaf 05.00 u door het bos van Sermersheim, maar door een opgeblazen brug bij het Riedhof en Franse tegenstand van voorposten van het 11e  Kurassierregiment (Fr: 11e régiment de cuirassiers) kon het regiment 's avonds alleen de noordelijke en westelijke randen van de bossen van Sermersheim en Riedwald bereiken. De rechts opererende groep (308e en 326e GR) nam Neunkirch rond 08.50 u al in, waarmee de doorbraak bereikt werd. Nu kon Kampfgruppe Noak uitbreken, de Zembs werd overgestoken en rond 10.30 u verschenen de eerste pantservoertuigen al voor Osthouse en rond 12.00 uur verschenen tanks ten zuiden van Erstein, vuurden en verdwenen dan. Om 13.00 u werd de kanaalbrug ten zuiden van Krafft veroverd. Later in de middag volgde een aanval richting Krafft, maar door anti-tank vuur werd een Jagdpanther vernietigd en een tweede beschadigd. Een compagnie van de BM 21 kon brug over het afvoerkanaal van de Ill opblazen. Daarop werden verdere aanvallen afgeblazen en gingen de Duitsers hier ter verdediging over.
Achter de tanks rukte de infanterie op en nam Witternheim in rond 10.30 uur en vervolgde met een aanval rond 11.00 uur op Herbsheim vanuit het zuidoosten. Deze aanval werd door de Franse eenheden afgeslagen, net als een volgende aanval om 16.30 uur. ’s Nachts werd een volgende aanval afgeslagen met hulp van drie lichte tanks van het 1e RFM (Fr: 1er Régiment de Fusiliers Marins).
Overdag was er in het gebied tussen het Rhône-Rijnkanaal en de Rijn alleen de strijd met Duitse troepen die Rhinau en Friesenheim bezetten, de Fransen nadat zich hadden teruggetrokken naar Boofzheim. Voor BM 24 leek er niet zoveel aan de hand, tot begin van de middag een tweetal Duitse pantservoertuigen (de twee voorheen genoemde Jagdpanther’s?) gemeld werden ten noordwesten van Gerstheim. BM 24 kreeg te horen dat ze moeten blijven waar ze zijn, aangezien er een tegenaanval werd voorbereid via de wegen Osthouse-Gerstheim en Sand-Obenheim. In feite waren deze acties niet meer dan verkenningen, maar de Duitsers waren meteen alert en vertraagden hun acties naar het noorden er richten zich meer op Sand en Benfeld. De 1re DFL begon aan het eind van de dag de sector te versterken met wat voorhanden was. De resten van Combat Command 5 van de 5e Franse Pantserdivisie werden aan de sector toegewezen en BM 11 (2e brigade) werd versneld afgelost door Amerikaanse troepen. Diezelfde avond nog gaf Himmler het bevel de aanvallen richting Benfeld te versterken en daarna op te trekken naar het noordwesten, richting Molsheim.

### Dag 2: 8 januari 1945

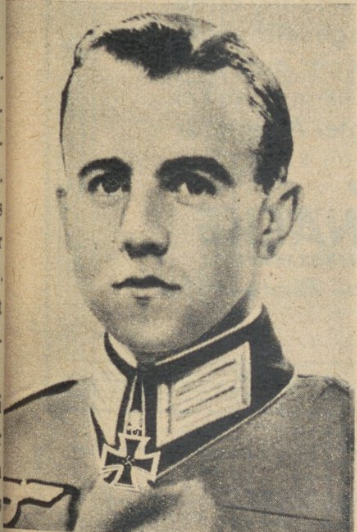
Karl-Heinz Noak, hier als Oberleutnant in 1942

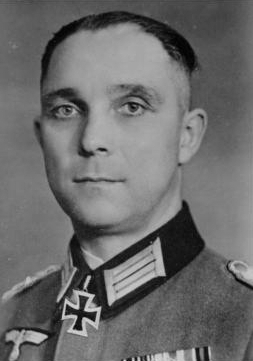
Franz Bäke, hier als Major in februari 1944

Ondanks hun inspanningen boekten de Duitsers slechts beperkte vooruitgang, terwijl Franse troepen hun eerste serieuze tegenaanvallen uitvoerden. Na de nacht doorgebracht te hebben bij Krafft, rukte de Kampfgruppe Noak langzaam op over de weg Sand-Obenheim en 's avonds kon het GR 326, ondanks de steun van de tanks, niet verder komen dan het Pfifferwald; in feite stuitte het op deze as op Franse pogingen om de verbinding met de BM 24 te herstellen. Om 9 uur stuitte een Frans detachement op Duitse tanks en moest zich terugtrekken en om 14.15 uur had een actie uitgevoerd door elementen van BM 11 hetzelfde resultaat. Verder naar het noorden probeerden de Duitsers om 07.30 uur, 11.00 uur en 12.30 uur tevergeefs een aanval op de Osthousebrug. Een Franse poging rond 10.15 uur op de weg Osthouse-Gerstheim faalde ook. In de middag  trok hetzelfde detachement, met versterkingen van de BM 11, op naar de oostelijke rand van het Osthouse-bos, alvorens het bevel tot terugtrekking te krijgen. Ook 's avonds mislukten de Franse offensieven.
De verbinding met BM 24 kon niet worden hersteld, maar ook de Duitse opmars naar Sand kwam tijdelijk tot stilstand. De Duitse leiding was ontevreden over de agressiviteit van de Duitse pantsertroepen en Major Noak werd vervangen door Oberst Franz Bäke.
De hele dag werden Rossfeld en Herbsheim gebombardeerd en naar het westen breidden de Duitsers hun bezetting van de bossen uit. Ten oosten van het kanaal ging Daubensand verloren gegaan en een Duits bataljon stak de Rijn over ter hoogte van Gerstheim. De commandant van de BM 24 overwoog vervolgens een terugtrekking naar het noorden. Om 20.00 uur hij kreeg toestemming om Gerstheim te bereiken nadat hij de Franse troepen uit Boofzheim had teruggehaald. Maar in de nacht kreeg BM 24 de opdracht kreeg om in Obenheim te blijven.

### Dag 3: 9 januari 1945
Dit was een cruciale dag. De verbinding tussen de Pfifferwald- (GR 326) en Hirtzwald-groepen verbrak alle verbindingen met de garnizoenen van Rossfeld en Herbsheim. De Kampfgruppe Noak  trok op naar de Ill ten zuiden van Heussern. Het is tegen deze opmars dat de nieuwe pogingen om de BM 24 te bevrijden zouden botsen. Een gemengde groep (BM 11 - CC 5) viel rond 09.30 uu aan op de as Sand-Obenheim en was rond 15.00 uur aan de oostelijke rand van het Pfifferwald. Rond 17.00 uur verschenen er voor Ehl zo'n twintig Duitse tanks, zonder infanterie, waardoor er een dubbele dreiging ontstond: een mogelijke oversteek van Ill of een aanval? De Franse groep trok terug. 
De Duitse bedoelingen met de BM24 werden steeds duidelijker. De aanval werd ingezet op Obenheim. Voorafgaand door een zware artilleriebeschieting naderde rond 15.30 uur het 1./308 de noordelijke buitenwijken van Gerstheim, lanceerde een aanval met twee compagnieën en drie Jagdpanthers en werd sloot het dorp in. De Franse bezetting (zo’n 100 man van de Alsace-Lorraine Onafhankelijke Brigade) trok zich hierop naar het noorden. Het BM 24 bleef daarmee alleen achter en om vernietiging te voorkomen zou de terugtrekking ervan zonder uitstel moeten worden bevolen. Maar het Franse opperbevel, tot aan Général de Lattre, bleven debatteren om het bataljon daar te houden en zelfs spraken om verkenningen en aanvallen op de oostelijke oever van de Rijn uit te voeren. Maar terwijl het Franse commando op abstract niveau actief was, begon de generale staf van het 19e Leger zich zorgen te maken door een lokale actie; elementen van het 1e en 3e squadron van de 1e RFM trokken 's middags van Benfeld naar Herbsheim, braken door de verdedigingslinie, maakten contact met het garnizoen van Obenheim en nadat ze voedsel en munitie hadden aangevoerd, namen ze de gewonden mee en keerden terug naar hun vertrekpunt. Tegelijkertijd werd de commandant van de 1re DFL geplaagd door nieuwe zorgen: het BIMP was uitgeput. Omdat er geen sprake was van evacuatie van Rossfeld en Herbsheim, zou er voor 10 januari een versterking of aflossing worden voorzien, maar gelukkig was de 1e BLE (Frans Vreemdelingenlegioen Legioen Brigade = Fr: brigade de Légion étrangère) net door de Amerikanen afgelost.

### Dag 4: 10 januari 1945

#### Lot van het garnizoen van Obenheim
Vanaf 7.30 uur verhoogde de Duitse artillerie het vuur; om 9 uur werden er pamfletten afgegooid en rond 10.00 uur werden twee parlementariërs teruggestuurd. Rond 14.00 uur dropten Marauders 72 containers, waarvan een groot deel verloren ging. De interventie van vliegtuigen van het 1e Franse Luchtkorps en het XII TAC zorgde tijdelijk voor verlichting. De Duitse aanval op de stad was gepland vanuit vier richtingen: vanuit het noorden met de 1./308 (Oblt. Heinrich Meschede) en zes Jagdpanthers (KG Heyn), vanuit het noordoosten, vanuit het zuidoosten, vanuit het zuiden met 3 compagniën (4./5./6.) van Panzergrenadier Bataillion 2106, Panzer-KG te Heesen (106), SPW-Batallion Bennwitz (106), Panzer KG Kühme (StugBrig 280), KG von Brunn (198. ID). Op het laatste moment versterkten een SS-bataljon en twee Sturmgeschützen de aanval vanuit het zuiden. (de SS troepen kwamen van het SS–Regiment Radolfzell). De aanval begon om 10 uur, maar werd ingeperkt. De dreiging materialiseerde zich in het noorden, waar de Duitse infanterie, ondersteund door tanks, na twee 57 mm antitankkanonnen te hebben vernietigd, het dorp kon infiltreren. Rond 19.30 uur arriveerde de commandant van het 64e Legerkorps ter plaatse en werd de aanval hervat. Er werd een penetratie in de zuidelijke verdediging gemaakt waarop de verdedigingsperimeter kleiner en kleiner werd. Na de vernietiging van documenten en apparatuur werd het bevel tot een staakt-het-vuren gegeven voor 21:30 uur. De Duitsers telden 569 gevangenen, waaronder 17 officieren, 80 gewonden en 20 doden. Twee officieren en een verbindingsofficier konden ontsnappen, vijf soldaten verstopten zich in de ruïnes. BM 24 had daarmee opgehouden te bestaan. En de verslagenheid onder de Fransen was groot.

#### Aflossing van de garnizoenen van Herbsheim en Rossfeld
Na een bombardement op de Duitse stellingen door 13 Franse vliegtuigen, vertrok om 16.00 uur een Frans detachement (pantservoertuigen van het CC 5 (onder Commandant de Mosier) en een parachutistenbataljon (II/1er Régt de Parachutistes)), dreef de vijand terug en opende de weg, zodat de Duitsers vanaf 17.30 uur waren verdreven en het 1e BLE de twee plaatsen kon bereiken. Om 20.00 uur waren de eerste elementen gereed en voerde het BIMP de omgekeerde beweging uit. Om 5 uur in de ochtend was alles afgelopen, alleen de Duitse artillerie was tussenbeide gekomen. Het Franse succes was overduidelijk: naast de succesvolle ontzetting van de twee garnizoenen, hadden de Duitse eenheden zware verliezen geleden (139 doden en vermisten).

### Dag 5: 11 januari 1945
Nadat Himmler kritiek had geleverd op de uitvoering van de operaties door het 64e Legerkorps en de 198e Infanteriedivisie, eiste hij dat General Rasp zelf de leiding overnam vanuit een vooruitgeschoven commandopost. De taak werd voor hem gemakkelijker gemaakt door de inzet van een aanzienlijk deel van de 269e Infanteriedivisie (Grenadierregiment 469, alle artillerie, diverse eenheden) en door op Benfeld te schieten vanaf artillerieposities ten oosten van de Rijn. De gebeurtenissen verliepen vervolgens veel gunstiger voor de Duitsers. De bres in het front ten zuidoosten van Benfeld werd gedicht, de verbinding rond de twee steunpunten werd versterkt en de vooruitgeschoven linie werd geconsolideerd nabij de oostelijke oever van de III. Eenheden van de 269e Infanteriedivisie namen het zuidelijke en zuidoostelijke deel van de sector over. Hierdoor kwamen elementen van de Kampfgruppe Noak vrij, die een doorstoot naar Ziegelscheuer uitvoerden, de Lutter overstaken en alleen werden tegengehouden door de vernielde brug over de Ill; Benfeld lag slechts op 500 m afstand.
In de nacht van 11 op 12 januari werden de garnizoenen van het 1e BLE en BM 11 in Herbsheim en Rossfeld uiteindelijk ontruimd. Met onklaar making van zwaar materieel infiltreerden de Frans troepen terug naar hun linies aan de Ill en waren tegen 6 uur in de ochtend weer veilig.

### Dag 6: 12 januari 1945
Uiteindelijk slaagden de Duitsers op deze dag erin de Ill aan de oostelijke oever af te bakenen, in het gebied dat in het oorspronkelijke plan was aangegeven. Op de zesde dag van de strijd werd het doel bereikt; maar de vernietiging van de vijandelijke troepen tussen de Rijn en de Ill was niet voltooid en er kon geen bruggenhoofd worden gevestigd. Herbsheim werd om 8.30 uur ingenomen en Rossfeld om 11.15 uur. De overlevenden van de 1e BLE versterkten de verdediging rond Benfeld, terwijl de Duitsers in het noorden actief waren: bezetting van het zuidelijke deel van Krafft en aanvallen om 03.00 uur en 06.30 uur bij de Osthousebrug. Deze brug werd om 1.00 uur als veiligheidsmaatregel op last van de bevelhebber was vernietigd. Aan het eind van de dag was de 1re DFL volledig gehergroepeerd in een verdedigende positie achter Ill, op een positie die ze zes dagen eerder met intacte eenheden had willen innemen.

### Dag 7: 13 januari 1945
Nadat de staf van het 19e Leger door middel van een aantal gerichte agressieve acties geprobeerd had haar weerstandslinie te versterken, moest zij aan het eind van de middag ieder offensief van welke omvang dan ook opgeven. Rasp kreeg de opdracht om de 269e Infanteriedivisie gereed te maken voor een overplaatsing naar buiten de legersector.Deze divisie moest met spoed naar het oostfront worden overgebracht. Ter compensatie kwamen een alarmbataljon uit Colmar en van twee bataljons grenswachten uit Duitsland. Tijdelijk wekte het lawaai van de tanks en de terugtrekking van de 269e Infanteredivisie de indruk voor de Fransen, dat er een aanval op handen was.

### Dag 8-10: 14-16 januari 1945
De 198e Infanteriedivisie kreeg opnieuw de verantwoordelijkheid voor de noordelijke en noordwestelijke fronten van de Colmar-pocket. Maar hoewel het enige infanterieversterkingen ontving, werd bijna de gehele pantsersteun teruggetrokken en op de 16e naar het noorden van Freiburg gestuurd. Op 15 augustus vertrokken de eerste elementen van de 269e Infanteredivisie naar Silezië. Na de laatste mislukking bij de voetgangersbrug van Huttenheim op de 14e zouden de Duitse strijdkrachten zich voortaan beperken tot het verdedigen en verder opzetten van de Ill-linie en het uitvoeren van verkenningsactiviteiten. Aan Franse zijde bemerkte men een afname en vervolgens een einde plaats aan de vijandelijke agressie, maar dit verhinderde hen niet om alle mogelijke verdedigingsmaatregelen te blijven nemen.

## Slotbeschouwing

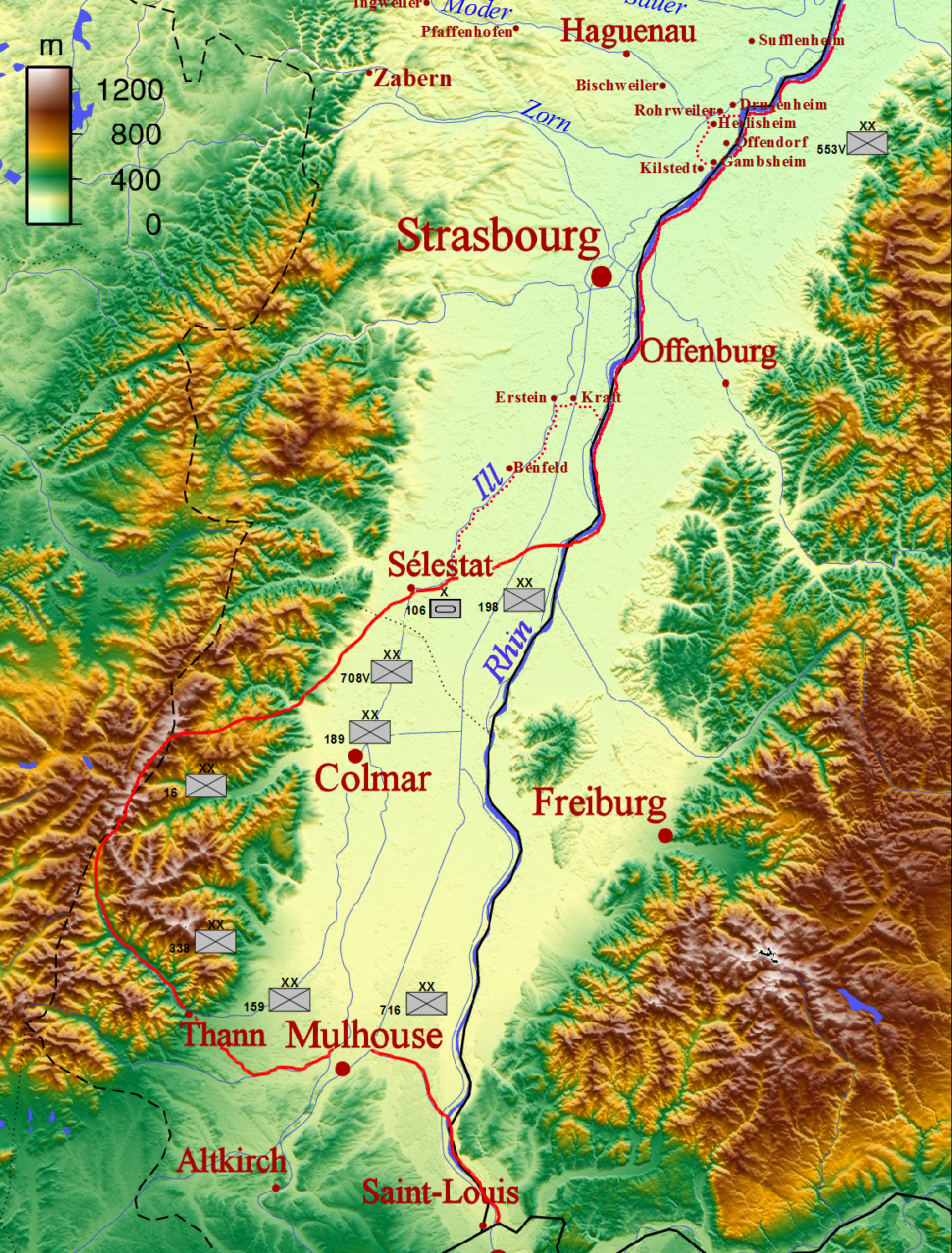
De operatie aan de noordkant van de Colmar-pocket (rode stippellijn)

Beschouwd als een actie binnen het offensieve project Operatie Nordwind was Operatie Sonnenwende een mislukking, omdat de geallieerde strijdkrachten en Straatsburg er niet door in gevaar kwamen en er geen onherstelbare verliezen werden geleden. Gezien het feit dat het een lokale onderneming was, kan men de operatie zien als een klein succes. Het vastgelegde doel, de Ill begrenzen en de vijandelijke strijdkrachten vernietigen, werd bereikt met de volgende beperkingen: er werd geen bruggenhoofd gevormd en een deel van de omsingelde strijdkrachten kon ontsnappen. De behaalde resultaten gingen ook ten koste van een aanzienlijke verzwakking van de betrokken strijdkrachten en een nutteloze verlenging (ongeveer 12 km) van het front.
De heterogene Duitse troepen, zonder ervaren officieren, moedig maar zonder echte veerkracht, deden hun plicht, maar gingen niet verder dan dat (er waren dan ook veel "vermisten"). 
Ook onder veel gunstigere omstandigheden (beschutting op de locaties) vervulden de Franse troepen hun taak. Leiders van de kleine eenheden die gedurende de eerste dag succesvolle initiatieven namen om de verdedigingslinie te herstellen en erin slaagden de samenhang in hun omsingelde formaties te behouden waren belangrijk. De Duitse legerleiding kon haar tegenstander onpartijdig beoordelen: "De versterkingen bestaan uit vrij jonge klassen; hun korte training wordt deels gecompenseerd door een korps waardevolle officieren en officieren die gewend zijn aan gevechten. De elementen die zich tussen 7 en 12 januari omsingeld voelden, vochten goed."

### Het weer
De winter van 1944/1945 in dit gebied was steng. Nachtvorst kwam in deze periode van januari 1945 voor tot wel -20°C. De sneeuwlaag was plaatselijk tot wel een meter hoog. Ook was er geregeld sprake van (dikke) mist. Door dit typische winterweer was de normaal zeer sterke invloed van de geallieerde luchtstrijdkrachten tot het minimale teruggebracht. Dit gaf de Duitsers veel meer mogelijkheden dan normalerwijze het geval zou zijn.

## Verliezen
Op menselijk vlak waren in beide kampen stevige verliezen in verhouding tot de ingezette troepen. Aan de Franse zijde: voor de 1re DFL bedroegen ze van 3 tot 17 januari 99 doden, 389 gewonden en 906 vermisten (de meeste vermisten natuurlijk uit BM 24); bovendien voor de Alsace-Lorraine Onafhankelijke Brigade: circa 40 man verliezen, voor de CC 5: 8 doden, 20 gewonden, 12 vermisten, voor het régiment d’artillerie coloniale d’AOF (RACAOF): 2 doden, 3 gewonden, 6 vermisten. 
Voor de verschillende Duitse eenheden werden van 7 tot 12 januari de volgende aantallen genoteerd: 115 doden, 391 gewonden, 155 vermisten, verdeeld als volgt:
| Onderdeel        | Gesneuveld | Gesneuveld | Gesneuveld | Gewond     | Gewond   | Gewond  | Vermist    | Vermist  | Vermist |
| Onderdeel        | Officieren | Ond.Off.   | Mansch.    | Officieren | Ond.Off. | Mansch. | Officieren | Ond.Off. | Mansch. |
| ---------------- | ---------- | ---------- | ---------- | ---------- | -------- | ------- | ---------- | -------- | ------- |
| 198. ID          | 3          | 19         | 55         | 10         | 34       | 228     | 5          | 17       | 95      |
| PzBrigade 106    | 1          | 4          | 4          | 2          | 4        | 38      | 0          | 3        | 15      |
| Füs. Btl 708     | 1          | 1          | 9          | 0          | 6        | 21      | 0          | 3        | 17      |
| StuGeschBrig 280 | 1          | 0          | 2          | 0          | 4        | 5       | 0          | 0        | 0       |
| sPzJgAbt 654     | 0          | 0          | 5          | 2          | 2        | 7       | 0          | 0        | 0       |
| Nashorn-Kp 525   | 0          | 0          | 0          | 0          | 0        | 0       | 0          | 0        | 0       |
| Nashorn-Kp 93    | 0          | 0          | 0          | 1          | 3        | 10      | 0          | 0        | 0       |
| Totaal           | 6          | 24         | 75         | 16         | 56       | 319     | 5          | 23       | 127     |

Wat betreft materieel waren de verliezen aan Franse zijde aanzienlijk groter vanwege de gedwongen evacuatie van steunpunten. De inzet van de pantserelementen aan Franse zijde resulteerde in het totale verlies van 4 middelzware tanks, 2 lichte tanks, 6 tankdestroyers en 1 pantserwagen. Aan Duitse zijde gingen in totaal 9 voertuigen verloren gaan. Zo’n 45 voertuigen moesten worden gerepareerd (15 lange termijn en 30 korte termijn).

## Trivia
Er is ook een straat vernoemd naar BM24 in Straatsburg: Rue du Bataillon de Marché 24